# Edward Sobolewski
Jan Fryderyk Edward Sobolewski, niem. Johann Friedrich Eduard Sobolewski (ur. 1 października 1804 w Królewcu, zm. 17 maja 1872 w Saint Louis w stanie Missouri) – niemiecki kompozytor, dyrygent i pedagog muzyczny pochodzenia polskiego.

## Życiorys
Syn oboisty. Studiował w Berlinie u Carla Friedricha Zeltera, następnie w latach 1821–1824 przebywał w Dreźnie, gdzie był uczniem Carla Marii von Webera. Od 1830 roku przebywał w Królewcu, gdzie występował jako skrzypek, a także był dyrektorem i dyrygentem teatru miejskiego. Założył Polskie Towarzystwo Śpiewacze (1834), był współorganizatorem Ostpreussisches Musikfest (1835) oraz organistą i kantorem Altstädtische Kirche. W 1838 roku zorganizował Philharmonische Gesselschaft, którego był później dyrygentem. Pod pseudonimem J. Feski współpracował z czasopismem „Neue Zeitschrift für Musik”, na łamach którego polemizował z ideałami artystycznymi Richarda Wagnera. Od 1854 do 1858 roku pełnił funkcję dyrektora i dyrygenta teatru miejskiego w Bremie. W 1859 roku wyemigrował do Stanów Zjednoczonych. Osiadł w Milwaukee, gdzie w 1860 roku zorganizował Milwaukee Philharmonic Society Orchestra. W 1860 roku przeprowadził się do Saint Louis, gdzie dyrygował Philharmonic Society (1860–1866) oraz wykładał w Bonham’s Female Seminary.

## Twórczość
Był autorem oper Imogen (wyst. Królewiec 1833), Velleda (wyst. Królewiec 1836), Salvator Rosa (wyst. Królewiec 1848), Komala (wyst. Weimar 1858), Mohega, die Blume des Waldes (wyst. Milwaukee 1859) i An die Freude (wyst. Milwaukee 1859). Szczególną popularność w Stanach Zjednoczonych zdobyła sobie napisana przez kompozytora do własnego libretta opera o narodowym charakterze Mohega, die Blume des Waldes, w której pojawia się postać Kazimierza Pułaskiego i indiańskiej dziewczyny. Ponadto komponował oratoria, poematy symfoniczne, pieśni. W utworach wokalnych nawiązywał do form barokowych i klasycystycznych.